# Ion Neculce
Ion Neculce es una comuna ubicada en el distrito de Iași, Rumania.

## Superficie
Cuenta con una superficie de 77,63 kilómetros cuadrados.

## Demografía
Hasta 2021 la población era de 5503 habitantes, con una densidad de población de 70,89 habitantes por kilómetro cuadrado.